# Nova Hachim
Nova Hachim (em armênio/arménio: Նոր Հաճն; romaniz.: Nor Hachn) é uma cidade e município da província de Cotaique, na Armênia, fundada em 1953. Está localizada na margem direita do rio Razdã, a oeste do cânion de Arzeni, na área imediata proximidade do canal de Arzeni-Xamirã.  De acordo com o censo de 2011, Nor Hachn tinha uma população de 9 307. Segundo estimativa oficial de 2016, a população gira em torno de 8 400.

## Etimologia
A cidade se chama Nova Hachim, que significa Nova Hachim (Haçin), em memória da cidade armênia de Hachim na Cilícia, onde um grupo de fedais organizou uma resistência militar contra as forças turcas em 1920.